# Belleair Shore
Belleair Shore es un pueblo ubicado en el condado de Pinellas en el estado estadounidense de Florida. En el Censo de 2010 tenía una población de 109 habitantes y una densidad poblacional de 119,22 personas por km².

## Geografía
Belleair Shore se encuentra ubicado en las coordenadas 27°55′2″N 82°50′43″O / 27.91722, -82.84528. Según la Oficina del Censo de los Estados Unidos, Belleair Shore tiene una superficie total de 0.91 km², de la cual 0.15 km² corresponden a tierra firme y (83.29%) 0.76 km² es agua.

## Demografía
Según el censo de 2010, había 109 personas residiendo en Belleair Shore. La densidad de población era de 119,22 hab./km². De los 109 habitantes, Belleair Shore estaba compuesto por el 84.4% blancos, el 0.92% eran afroamericanos, el 0% eran amerindios, el 1.83% eran asiáticos, el 0% eran isleños del Pacífico, el 0.92% eran de otras razas y el 11.93% pertenecían a dos o más razas. Del total de la población el 4.59% eran hispanos o latinos de cualquier raza.